# ヴィタリー・チュルキン
ヴィタリー・イヴァノヴィチ・チュルキン（ロシア語: Вита́лий Ива́нович Чу́ркин、ラテン文字転写の例：Vitalii Ivanovich Churkin、1952年2月21日 − 2017年2月20日）は、ロシア連邦の外交官。国際連合大使、国際連合安全保障理事会代表。

## 人物
1952年2月21日、モスクワに誕生する。1974年にモスクワ国際関係大学を卒業し、ソ連外務省に入省する。1990年にソ連外務省情報局長。在職中にソ連崩壊を迎えるが、ロシア外務省にそのまま移る。1992年、外務次官。1994年、ベルギー大使。1998年、カナダ大使。2003年に外務省本省に戻り、無任所大使。北極理事会で上級代表委員会議長も務めた。
2006年4月8日に国際連合大使を拝命。
歴史学博士候補。英語とフランス語に堪能で、ソ連時代からアメリカのニュース・インタビュー番組に通訳無しで出演していた。
2017年2月20日、ロシア連邦国際連合代表部での執務中にニューヨークで急逝した。64歳没。検死はニューヨーク市検死局によって行われたが、死後も外交特権が継続していることを理由として死因は公表されていない。